# Eduard Pană
Eduard Pană (* 28. Mai 1944 in Bukarest) ist ein ehemaliger rumänischer Eishockeyspieler, der während seiner gesamten Karriere für Dinamo Bukarest gespielt hat.

## Karriere
Eduard Pană verbrachte seine gesamte Vereinskarriere in seiner Heimatstadt bei Dinamo Bukarest, für das er von 1968 bis 1979 in der rumänischen Eishockeyliga auflief. Mit seiner Mannschaft gewann er in diesem Zeitraum fünf Mal den nationalen Meistertitel (1971, 1972, 1973, 1976 und 1979). Im Jahr 1998 wurde er als erster Rumäne überhaupt in die IIHF Hall of Fame aufgenommen.

### International
Für Rumänien nahm Pană an den C-Weltmeisterschaften 1963, 1964, 1965, 1966, 1967, 1968, 1969, 1970, 1971, 1972, 1973, 1974, 1975 und 1977 sowie der B-Weltmeisterschaft 1976 teil. Zudem stand er im Aufgebot seines Landes bei den Olympischen Winterspielen 1964 in Innsbruck und 1968 in Grenoble sowie bei den Olympischen Winterspielen 1976, die erneut in Innsbruck stattfanden.

## Erfolge und Auszeichnungen
- Rumänischer Meister mit Dinamo Bukarest (5): 1971, 1972, 1973, 1976, 1979
- 1998 Aufnahme in die IIHF Hall of Fame